# كريستينا ماكدونالد
كريستينا ماكدونالد (بالإنجليزية: Christina McDonald)‏ هي ممرضة نيوزيلندية، ولدت في 21 أغسطس 1911، وتوفيت في 10 يوليو 1996. عملت مع البحرية النيوزيلندية الملكية في الحرب العالمية الثانية وكانت مديرة خدمات التمريض في الجيش النيوزيلندي والقوات البحرية والقوات الجوية من 1958 إلى 1964.

## النشأة
ولدت ماكدونالد في إنفركارجل، في مقاطعة ساوثلاند. كانت الأكبر بين ستة أطفال من عائلة المزارعين (جون ألكساندر ماكدونالد) و(إليزابيث مارغريت ماكدونالد ني بير). التحقت ماكدونالد بالمدرسة في دير بوش بالقرب من وينتون، ودير الأخوات الدومينيكان في كوينزتاون. انتقلت العائلة فيما بعد إلى تابانوي، في مقاطعة أوتاغو. في عام 1930 بدأت ماكدونالد التدريب في مستشفى دنيدن العام وتأهلت كممرضة مسجلة في عام 1934.

## الحياة المهنية
بعد التدريب انتقلت ماكدونالد إلى كرايستشرش وعملت في مستشفى لويسهام. ثم تم تعيينها في مستشفى الملكة ماري في هانمر سبرينجز، في شمال كانتربري. في عام 1943 انضمت إلى هيئة التمريض الملكية النيوزيلندية وتمت إعادتها إلى البحرية الملكية النيوزيلندية. تم تعيينها كواحدة من أوائل الأخوات الممرضات في مستشفى البحرية النيوزيلندي المنشأ حديثًا في ديفونبورت، أوكلاند، ثم أصبحت لاحقًا أختًا مسؤولة. في عام 1946 عادت إلى الجيش النيوزيلندي وتم نشرها في اليابان. عملت كرئيسة لمستشفى نيوزيلندا العام السادس حتى عام 1949. 
في يناير 1949 عادت ماكدونالد إلى نيوزيلندا وعملت في مستشفى البحرية في ديفونبورت. في عام 1958 تم تعيينها مديرة لخدمات التمريض (الجيش، البحرية، الجوية)  وتم نشرها في فورت دورست في ويلينجتون. تقاعدت في عام 1964 وعاشت في تورباي. في عام 1968 عادت إلى تابانوي لترعى أمها المسنة وأصبحت راعية لمستشفى تابانوي. استقرت ماكدونالد في كلايد في عام 1973 وتوفيت في الكسندرا في 10 يوليو 1996.

### مرتبة الشرف
حصلت ماكدونالدز على وسام الصليب الأحمر الملكي في عام 1946، وتم ترقيتها إلى عضوية الصليب الأحمر الملكي في عام 1953. في عام 1953، كانت أيضًا واحدة من مجموعة من 12 سيدة خدمت تتويج الملكة إليزابيث الثانية.